# 衛蘭
衛蘭（英語：Janice M. Vidal，1982年4月13日—），香港女歌手，獲封為「天后」，更獲香港電台認證為「情歌天后」，曾囊括香港最高殊榮歌手、歌曲、唱片、銷量獎項，包括《叱咤樂壇流行榜頒獎典禮》「女歌手金獎」兼「至尊唱片大獎」、《新城勁爆頒獎禮》「勁爆女歌手金獎」兼「新城勁爆年度歌曲大獎」、《十大勁歌金曲頒獎典禮》「金曲金獎」、《IFPI香港唱片銷量大獎》「全年最高銷量本地女歌手」，是少數能成功打入東南亞市場的香港女歌手，且於馬來西亞設有專屬歌迷組織。2017年，獲網民於《King Jer 娛樂台》票選為「最靚聲歌手」。2021年，衛蘭擔任無綫電視歌唱選秀節目《聲夢傳奇》導師。

## 經歷

### 成長
衛蘭是中菲韓混血兒，於韓國及香港成長。衛蘭的菲律賓父親和南韓母親都沒為她取中文名字，她一直只有英文名Janice M. Vidal，中間名M.來自母親姓氏前綴。唱片公司特此為她取中文藝名「衛蘭」。她的孿生妹妹Jill M. Vidal同樣也沒有中文名字，故在出道時同樣由唱片公司另取中文藝名為衛詩。
父親Joey Vidal（1957-）是菲律賓宿霧人，1980年代移民香港，在尖沙咀酒吧當駐場結他手。母親是南韓人，祖上有中國血統，但全然不諳中文。衛蘭（長女）和衛詩（孿生妹妹）在香港出生後，母親立即與父親分手，帶衛蘭到南韓生活十年。在南韓衛蘭沒有上學，而是由洋人家庭教師指導，故她英語最流利，韓語不太懂，漢語更全然不會；而母親只會韓語，兩人溝通甚困難。衛蘭10歲時母親要到日本工作，故衛蘭被安排返回英屬香港，始知有一孿生妹妹衛詩。
由於衛蘭從小只是講英語，18歲時唱片公司給她5年時間從零學習粵語的聽講（但不用學讀寫），期間每天在公司裡只跟同事聊天、買外賣盒飯，2004年公司安排她唱英語歌為出道預熱，2005年出道並發行粵語唱片。至2019年時她才開始學習基本的中文讀寫，該年她炫耀「懂得寫自己中文名字了」。

## 歌唱事業

### 2004年－2005年：囊括四台新人獎金獎新人王

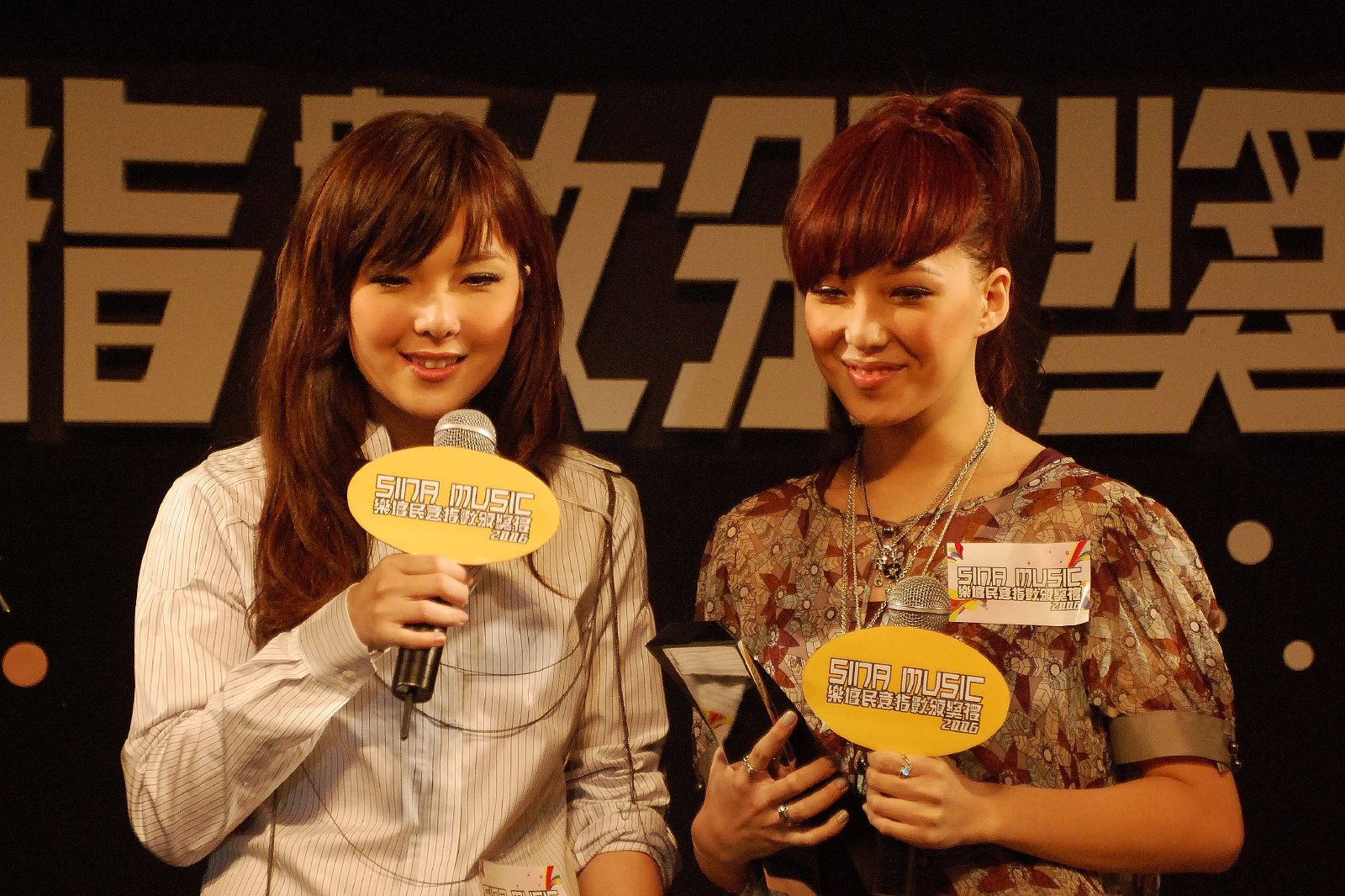
衛蘭（圖左）與衛詩

衛蘭10歲回到香港後，任職酒吧駐場結他手的父親指導她唱歌，衛蘭其後成為一名酒廊駐場歌手，亦曾以「Renee」名稱參與各種不同音樂工作，包括和音、樂隊等等。2000年曾經以藝名「明樂蒂」參與TVB自辦的《英皇超新星大賽》，雖然順利進入總決賽，但無緣奪冠。
一次由朋友引薦下，衛蘭認識資深唱片製作人雷頌德，雷頌德安排衛蘭為黎明的一首歌曲作和音。衛蘭天生獨特的聲線引起二人濃厚興趣，黎明遂決定與她簽約。
於2004年年尾，唱片公司将衛蘭翻唱黎明的金曲《我這樣愛你》及《情深說話未曾講》英文版本派台（歌曲名字分別為In Love Again及Long Distance），衛蘭很快便成為了聽眾的話題，由於當時唱片公司一直未有把衛蘭的樣貌公開，有電台聽眾甚至誤會該曲是由一位外國歌手翻唱。其後衛蘭另外兩首派台歌曲《不可一世》及《情深說話未曾講》中文版成為電台熱播歌曲，當時衛蘭優美的聲線已經獲得不少歌迷注意，外界希望知道這名神秘歌手的容貌。直至2005年4月13日，即衛蘭的23歲生日當日，商台舉辦了一個名為《903叱吒樂壇Mini Live曝光會》的音樂會，衛蘭的容貌亦正式於會上公開，同日推出首張個人大碟《Day & Night》，正式出道，是獲東亞唱片製作公司力捧的新人。
衛蘭初出道已頗受歡迎，第一張個人專輯《Day & Night》於2005年4月13日推出，全碟由雷頌德和側田監製，把舊歌重新編曲。衛蘭的唱功不俗，在新人中甚為突出，她嗓音帶點西方的口音又帶點率性，感情演繹投入。衛蘭亦於同年11月25日推出第二張專輯《My Love》，收錄其首支全新獨唱廣東歌曲《大哥》等，更於年尾的香港四大傳媒音樂頒獎禮中囊括所有新人女歌手的獎項，更歷史性成為首位出道不足一年便入選商台「叱吒樂壇我最喜愛的女歌手」最後五強的女歌手。
衛蘭剛出道已囊括四台新人獎金獎，是繼1994年古巨基、1995年陳慧琳後，於2005年與側田雙雙橫掃新人獎金獎的歌手。

### 2006年－2010年：迅速走紅

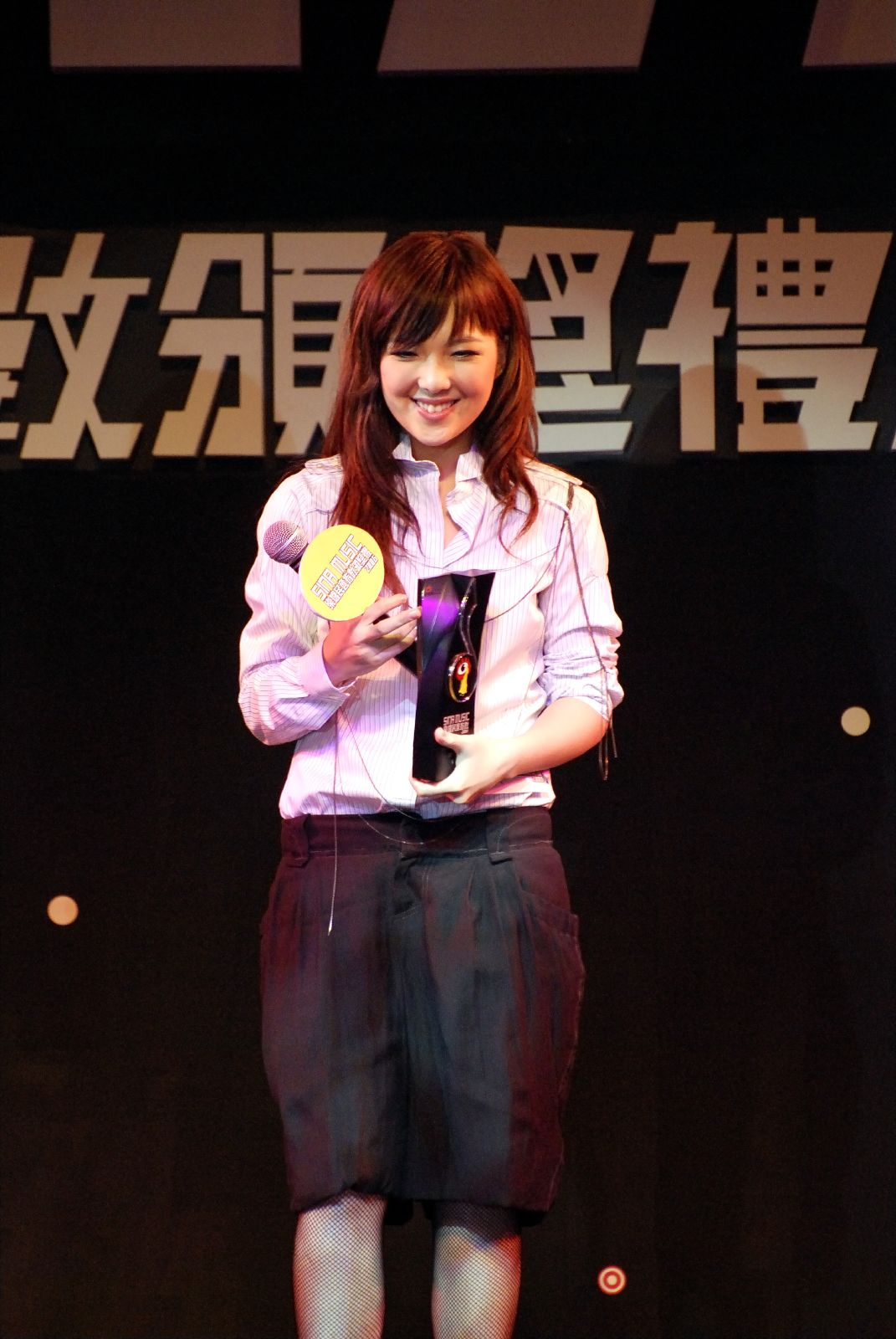
衛蘭出席SINA Music樂壇民意指數頒獎禮2006

衛蘭幾支派台作品於2006年均大受歡迎，如《My Love My Fate》、《心亂如麻》、《愛才》及《離家出走》等等。衛蘭曾獲得時任（2006年）香港特首曾蔭權公開讚許，表示衛蘭演繹《離家出走》一曲時聲線非常動聽。而衛蘭同年推出的歌曲《離家出走》是她歌唱生涯首支四台冠軍歌，於香港電台更兩周冠。衛蘭於2006年11月21日推出的大碟《Do U Know》唱片銷量非常理想，據業界數字顯示乃為全年最高單碟銷量的女歌手大碟，但由於容祖兒於2006年的累積唱片銷量（即多於一隻大碟）高於衛蘭，因此前者捧走了第二十九屆十大中文金曲的女歌手銷量大獎，衛蘭則與Twins位列三甲。
衛蘭出道後所推出的三張唱片，於2006年12月時全球總銷量已達十白金（超過40萬張）。
衛蘭當時是林建岳旗下兩間唱片公司中四位最受歡迎女歌手之一，被雜誌形容為「東亞四大天后」，四人分別為鄭秀文、衛蘭、楊千嬅及何韻詩，一度傳出不和及爭寵，不過該四名女歌手已先後否認其事，並稱只是傳媒無中生有的炒作。
2006年的年尾各台音樂頒獎禮中，衛蘭於2006年度叱咤樂壇流行榜頒獎典禮中再次成為《叱吒樂壇我最喜愛的女歌手》最後五強，更於《叱吒樂壇女歌手》獎項上擊敗薛凱琪、王菀之及謝安琪，勇奪銅獎；於同年新城電台2006年度新城勁爆頒獎禮中亦成功成為新城勁爆女歌手三甲之一；同年成為港台第二十九屆十大中文金曲全年十優歌手之一。衛蘭由出道至打入樂壇女歌手頭三甲位置只花了短短兩年時間。
衛蘭於2007年3月29日至4月1日於香港紅磡體育館舉行一連4場的《Janice My First演唱會》。同年7月28日於澳門與妹妹衛詩舉行《衛蘭·衛詩Our First演唱會》，為姊妹二人首個合作形式舉行的演唱會。9月30日衛蘭再於廣州天河體育館舉辦其首場內地演唱會，該場地可容納觀眾高達30,000人。2008年5月1日再於馬來西亞舉行《Janice My First大馬演唱會2008》。2008年11月7日至11月9日再於香港國際展貿中心匯星Star Hall舉行《Magic Live Concert》慈善演唱會。

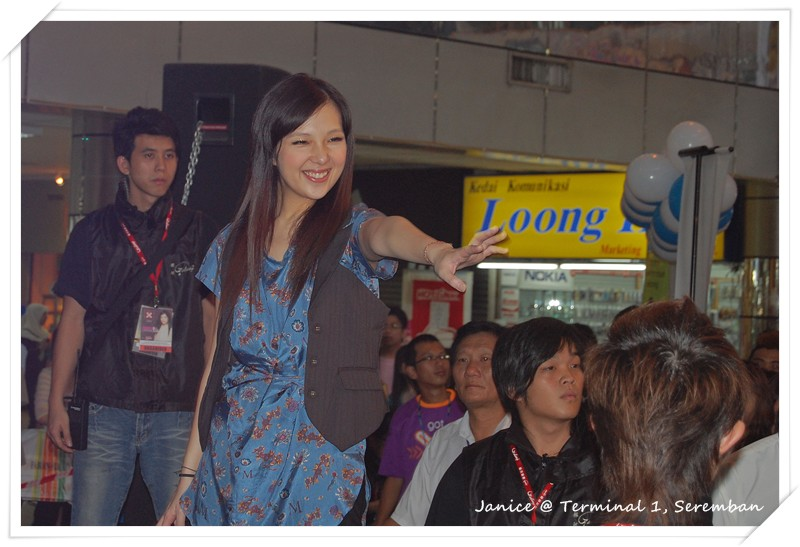
2008年

衛蘭第四張廣東大碟《Serving You》於2008年11月27日推出，收錄14首歌曲，當中7首成為派台歌曲。衛蘭於電台訪問表示，此大碟花了整整兩年時間錄製。大碟由於選曲及印刷問題幾度延遲了推出日期，間接令衛蘭此碟未能角逐任何年尾頒獎典禮獎項。雖然如此，此碟推出後外間反應不錯，未出碟前已達到白金訂單銷量（30,000張訂單），被香港報章形容為市道不景氣中的逆市奇葩。大碟推出未夠一個月，銷量已達五白金（15萬），唱片公司老闆黎明於自己的新碟發布會中公布了此消息及加以慶祝。
2009年憑《Wish》專輯獲IFPI最高銷量香港女歌手獎。
2009年3月，衛蘭胞妹衛詩涉嫌藏毒於日本被捕，香港傳媒以鋪天蓋地方式報導事件，更24小時貼身追訪作為其胞姊的衛蘭。及後唱片公司安排衛蘭召開記者招待會，除交代自己對其妹情況感憂心之外，衛蘭亦因應公司安排將原本由衛詩所唱的一首歌曲改為一首禁毒歌，由自己親自代唱，希望以行動支持其妹。事件其間，衛蘭一切工作安排未受太大影響，包括錄製其2009年英文大碟、出席劉家昌演唱會表演嘉賓等等，事件於同年4月尾以衛詩判刑後返港告終。
衛蘭首張英文大碟《Morning》於2009年7月3日推出，收錄10首歌曲，衛蘭於雜誌訪問表示對《Morning》的推出感到開心，因為在香港樂壇推出英文專輯，機會不多又難得，而且唱英文歌會較輕鬆，原因英語乃衛蘭母語。大碟推出後銷售情況不俗，一星期內已達白金唱片銷量。同年11月27日推出首張新曲加精選《Wish》收錄49首歌曲，極具收藏價值。
2010年4月，衛蘭於香港唱片銷量大獎頒獎禮中擊敗容祖兒首奪首度獲頒2009年最高銷量本地女歌手大獎。同年7月於香港兆基創意書院多媒體劇場舉行首次Moov Live。同年10月,衛蘭於紅館舉行一連2場《FAIRY衛蘭Concert2010》 其後，衛蘭更憑與JW之合唱歌《男人信什麼》於各大頒獎禮橫掃多獎，當中包括《2010年度十大勁歌金曲頒獎典禮》「金曲金獎」、《新城勁爆頒獎禮2010》「新城勁爆年度歌曲大獎」。

### 2011年－2016年：平穩時期
經過事業多年的成功，衛蘭卻很快進入事業的樽頸位置，雖然衛蘭不斷嘗試突破自己，發掘不同的曲風和風格，然而成績有所差次，2011年－2014年的衛蘭大幅減產，獎項數量也不復出道初期多，逐漸進入事業的低潮時期。
2011年，衛蘭只派出兩首歌曲，雖然與廿四味合唱的電影《喜愛夜蒲》主題曲《Wonderland》在Youtube網上平台的點擊率高達700萬，然而派台成績卻不堪理想。此外，歌曲《愛沒有假如》就成為一首派台冠軍歌。
2012年，衛蘭先後派出三首歌曲，其中充滿悲傷懷緬的《我懷念的妳》點擊率高達130萬，更是三台冠軍作品。同年9月，第二首派台歌，以冷靜的角度審視愛情的《他不慣被愛》，雖未能在各大流行榜奪冠，但點擊率依然有接近90萬，獲大量好評和熱議之餘，也成為2012年度其中一首大熱情歌；在年尾派台的《街燈晚餐》，迴響不俗，成為兩台的冠軍歌。此外，在2012年7月20-22衛蘭舉行一連3場《衛蘭Janice 3000 Day&night concert》，全場爆滿。而年尾發行的專輯《Imagine》銷量不俗也獲得許多好評。
2013年，衛蘭在曲風上有重大改變，暫時放下了情歌的裝扮，改為披上以木結他為骨幹的輕搖滾外衣去發揮歌詞裡所蘊含的正能量，正如歌詞首兩句：「You go I go 自製出路 全賴感覺 別信命數」便說明了前路應由自己的雙手掌控，不應依賴及交托給未知的命運，另外，Janice 衛蘭在形象上亦作了一個重要決定，那就是狠心的把留了多年的長髮剪短，清爽的新造型得到媒體及歌迷們的一致稱讚，亦令衛蘭感受今次的轉變的心機並沒有白費，亦同時深信新歌《You go I go》可同樣得到大家的喜愛和支持。同年10月26日並於馬來西亞與李治廷舉行《衛蘭·李治廷大馬雲頂演唱會》。
2014年，衛蘭推出最新歌曲《錯過你》，成功在7年半後再成為叱吒903冠軍歌。而接力派台的《自首》，受一眾網民大讚。除了歌唱事業外，衛蘭亦積極地減肥。此外，衛蘭將於11月舉行演唱會，主題曲《八九十》甫出即大受網民讚賞。由9月22日起，衛蘭取代官恩娜主唱香港商業電台叱吒903的電台節目口水多過浪花主題曲《口水多過浪花》。在10月20日派台的《You're Always Everything To Me》獲得一致好評，不少人認為衛蘭的版本與原版都十分動聽，甚至有人認為衛蘭唱得比原唱好，三個電台亦熱播此曲，網上平台(Youtube，moov，kkbox，musicone)亦獲得不錯成績。年尾推出大碟《E11》獲得大眾熱烈支持，一度斷市，榮獲三星期唱片商會榜頭三的位置。
2015年，衛蘭自約滿A Music後休息大半年，期間一直與不同唱片公司接洽。坊間盛傳她要求唱片公司必須同時簽約妹妹衛詩，最終衛蘭和衛詩於6月25日正式簽約華納唱片公司，並得到前老闆黎明支持。
加入華納唱片後的衛蘭一直致力籌備轉公司之後的第一首歌曲，終於在2016年3月推出全新歌曲《穿花蝴蝶》，並成為三台冠軍歌，是衛蘭四年來的第一首三台冠軍歌，也是衛蘭加盟新公司後的第一首，歌曲隨後更在Youtube網上平台上得到超過250萬點擊率以及超過9000讚好的成績，為衛蘭回歸樂壇開了一個好開始，不少網民更大讚歌曲的MV質素高超，表示為新公司肯為衛蘭投入資源而感高興。
其後衛蘭推出第二首全新歌曲《失戀的意義》，該歌曲由唱作歌手方皓玟作曲和作詞，也十分受歌迷歡迎，在Youtube網上平台中得到超過210萬點擊率以及超過4000讚好的傲人成績。同時，派出電台也得到不俗的成績，成功佔據各大電台流行音樂排行榜的頭幾位。
在2016年的年尾各台音樂頒獎禮中，衛蘭奪得《新城勁爆頒獎禮》「勁爆女歌手金獎」及《十大中文金曲頒獎音樂會》「優秀流行歌手大獎」兩個歌手大獎，歌曲《穿花蝴蝶》亦奪得《新城勁爆頒獎禮》「勁爆歌曲大獎」。

### 2017年至今：巔峰時期
踏入2017年，在新公司安頓好的衛蘭得以專注音樂的發展，新公司也非常支持衛蘭，向她提供很多的資源，並允許衛蘭在自己音樂發展上有更大的選擇。經過上年的優秀成績之後，衛蘭沒有停下來休息，在踏入新一年的第三天就推出全新歌曲《驗傷》，該歌曲由林夕填詞，是衛蘭自加盟新公司之後網上成績最好的一首，很多網民都表示非常歡迎「衛蘭式情歌」的回歸，並且非常期待衛蘭新一年的表現。
2017年是衛蘭人氣回歸的一年，繼推出大熱歌曲《驗傷》之後，衛蘭很快在該年3月有推出R&B風的新曲《天敵》，該歌曲由黃偉文填詞，清楚刻畫出情人遇見情敵的不俏和傲氣。該歌曲成為衛蘭自轉公司之後的第二首三台冠軍歌，很多網民都非常喜歡衛蘭的新曲風，認為衛蘭不再唱K歌是她事業的一大突破。
同年年中，衛蘭正式推出加盟新公司後的第一張唱片《Love And Other Things》，其中兩首爵士Jazz風格歌曲《一格格》以及《I Don't Know, I Don't Care》都成為兩台冠軍歌。同年11月更推出2018年紅館演唱會的主題歌曲《一晃眼》。在2017年度各電台音樂頒獎禮中，衛蘭擊敗容祖兒首奪《叱吒樂壇流行榜頒獎典禮》「叱吒樂壇女歌手金獎」，並憑《Love And Other Things》首奪「叱吒樂壇至尊唱片大獎」。另外，衛蘭亦奪得《十大中文金曲頒獎音樂會》「優秀流行歌手大獎」、《新城勁爆頒獎禮2017》「勁爆女歌手」、「勁爆卓越表現歌手」等歌手獎，主打歌曲《天敵》奪得《十大中文金曲頒獎音樂會》「十大中文金曲大獎」及《新城勁爆頒獎禮》「勁爆歌曲大獎」。
2018年1月，衛蘭於香港紅磡體育館舉行《衛蘭Oh My Janice World Tour 2018》個人演唱會的首場演出。
2019年10月7日，衛蘭衛詩合體，聯同Robynn & Kendy、樂隊FreshLife、新進唱作歌手Zino Chan等單位，參與「一首歌一個希望」慈善音樂及生命分享會2019。
2021年，串流平台Spotify展開名為「Equal Global Music Program」的活動中，衛蘭獲選為香港區的首位女歌手代表，其肖像出現在紐約時代廣場的巨型LED熒幕。
2021年4月，衛蘭在電視廣播有限公司歌唱選秀節目《聲夢傳奇》擔任導師。而衛蘭同年推出的歌曲《It's OK To Be Sad》是她歌唱生涯第二首四台冠軍歌。
2022年3月26日，衛蘭的全女班底概念專輯《DAUGHTER》的首支派台歌曲《Little Miss Janice》成爲其歌唱生涯首支五台冠軍歌。7月9至11日，衛蘭於香港紅磡體育館舉行《衛蘭Be Still Live 2022》。
2023年，衛蘭約滿華納唱片。
2024年，衛蘭參與中國芒果TV製作的綜藝節目《聲生不息·大灣區季》，為她個人首次參與中國內地節目。
2025年，衛蘭參與中國湖南衛視製作的綜藝節目《歌手2025》。

### 商業
由於性格活躍、形象可愛，擁有天使般的聲音，所以出道以來一直深受廣告商歡迎，成為新一代H2O+代言人。
2006年年中更成為大型電器連鎖店國美電器代言人。
2007年成為纖體公司必瘦站代言人，並成功減去15磅，一度被報章雜誌大肆報導。
2007年年中於香港杜莎夫人蠟像館舉辦的「我的夏日最愛」偶像選舉中，經全港市民及蠟像館賓客投票獲票最多勝出，該館遂邀請衛蘭製造其個人造型蠟像，為該館香港藝人當中，出道時間最短的一位。
2009年10月被日本汽車品牌豐田相中，借出新推出汽車拍攝MV，並於海港城進行MV首播會。衛蘭所屬之唱片公司更豪擲近40萬購入豐田七人豪華房車，自訂「A MUS1C」車牌予衛蘭御用。

## 音樂作品

### 個人專輯
| 專輯 # | 發行日期       | 唱片公司 | 專輯名稱                          | 專輯類型            | 曲目 |
| ------ | -------------- | -------- | --------------------------------- | ------------------- | --- |
| 1st    | 2005年4月13日  | A Music  | Day & Night                       | 英語大碟            | 曲目 CD 1. In Love Again 2. 情深說話未曾講（粵語） 3. 不可一世（粵語） 4. 一夜傾情（粵語） 5. Chocolate Ice 6. Sugar In The Marmalade 7. 夏日傾情（粵語） 8. My Eyes Don't Lie 9. 2004 10. Love Me Accapella 11. Superman（雙雄） 12. Long Distance |
| 1st    | 2005年5月26日  | A Music  | Day & Night（特別版）             | 英語大碟            | 曲目 CD 1. In Love Again 2. 情深說話未曾講（粵語） 3. 不可一世（粵語） 4. 一夜傾情（粵語） 5. Chocolate Ice 6. Sugar In The Marmalade 7. 夏日傾情（粵語） 8. My Eyes Don't Lie 9. 2004 10. Love Me Accapella 11. Superman（雙雄） 12. Long Distance AVCD 1. Computer Data 2. 大哥 MV 3. 一夜傾情 MV（叱咤903 Janice Mini Live） 4. 情深說話未曾講 / Long Distance MV（叱咤903 Janice Mini Live） 5. 大哥（粵語） |
| 2nd    | 2005年11月26日 | A Music  | My Love                           | 粵語大碟            | 曲目 CD 1. 十個他不如你一個 2. 一埸誤會 3. 今夜你不會來（粵語版） 4. 口花花 5. Goodbye（英語） 6. 心亂如麻 7. My Love My Fate 8. 大哥 9. 我想愛就愛 ('IDA' TVC Song) 10. Never Let You Go（《大哥》英文版） 11. My Love (Interlude) 12. 今夜你不會來（國語版） VCD 1. 十個他不如你一個 MV 2. 今夜你不會來（粵語版） MV 3. My Love My Fate MV (From Leon - Crazy Classic Concert '05) 4. 一場誤會 MV |
| 3rd    | 2006年11月21日 | A Music  | Do U Know                         | 粵語大碟            | 曲目 CD 1. Interlude 2. 離家出走 3. 愛你還愛你 4. 霎眼嬌（香港電台 <過渡青春> 電視劇主題曲） 5. 越幫越忙 6. 愛才 7. 深愛 8. 拍錯拖 9. Do You Know Where You're Going To（英語） 10. 等 11. 這正是我 12. 離家出走 (Piano Version) 13. The Christmas Tunes（英語）（featuring 衛詩） DVD 1. Trailer for 'A Melody Looking' DVD Release 2. 愛才 MV 3. 離家出走 MV 4. 越幫越忙 MV 5. 愛你還愛你 MV |
| 4th    | 2008年11月27日 | A Music  | Serving You                       | 粵語大碟            | 曲目 CD 1. 就算世界無童話 2. My Cookie Can 3. 陰天假期 4. 雜技 5. 你知道我在等你們分手嗎？ 6. 如水 7. 愛深過做人 8. 我愛呼吸 9. 比我想像中愛你 10. 寒命 11. 退 12. 主角愛我 13. Reality（英語） 14. 無所謂 |
| 5th    | 2009年7月3日   | A Music  | Morning                           | 英語大碟            | 曲目 CD 1. Morning 2. Please 3. Speechless 4. Rainbows 5. Make My Day 6. 999 7. Remember 8. TV 9. Pretty 10. Every Morning (Interlude) |
| 6th    | 2009年11月27日 | A Music  | Wish                              | 精選大碟            | 曲目 CD1 1. Wish（新歌） 2. 心有不甘（新歌） 3. 深愛 4. 夏日傾情 5. 一場誤會 6. 愛才 7. 愛你還愛你 8. 今夜你不會來 9. 越幫越忙 10. My Cookie Can 11. 口花花 12. 無所謂 13. 主角愛我 14. 我愛呼吸 15. 霎眼嬌 16. 拍錯拖 17. Rainbows（英語） 18. Goodbye（英語） 19. Chocolate Ice（英語） CD2 1. 殘酷遊戲（新歌） 2. 你的眼神（新歌） 3. 離家出走 4. 大哥 5. 心亂如麻 6. 就算世界無童話 7. My Love My Fate 8. 情深說話未曾講 9. 陰天假期 10. 雜技 11. 愛深過做人 12. 寒命 13. 你知道我在等你們分手嗎？ 14. 如水 15. 十個他不如你一個 16. 不可一世 17. Please（英語） 18. Morning（英語） MV DVD 1. Wish 2. Rainbows（英語） 3. Please（英語） 4. Pretty（英語） 5. 離家出走 6. 心亂如麻 7. 愛才 8. 愛你還愛你 9. 越幫越忙 10. My Love My Fate 11. 十個他不如你一個 12. 一場誤會 13. 今夜你不會來 14. 無所謂 15. 大哥 16. 雜技 17. 24（featuring 應昌佑）                                |
| 6th    | 2010年2月5日   | A Music  | Wish                              | 精選大碟            | 曲目 CD1 1. Wish（新歌） 2. 心有不甘（新歌） 3. 深愛 4. 夏日傾情 5. 一場誤會 6. 愛才 7. 愛你還愛你 8. 今夜你不會來 9. 越幫越忙 10. My Cookie Can 11. 口花花 12. 無所謂 13. 主角愛我 14. 我愛呼吸 15. 霎眼嬌 16. 拍錯拖 17. Rainbows（英語） 18. Goodbye（英語） 19. Chocolate Ice（英語） CD2 1. 殘酷遊戲（新歌） 2. 你的眼神（新歌） 3. 離家出走 4. 大哥 5. 心亂如麻 6. 就算世界無童話 7. My Love My Fate 8. 情深說話未曾講 9. 陰天假期 10. 雜技 11. 愛深過做人 12. 寒命 13. 你知道我在等你們分手嗎？ 14. 如水 15. 十個他不如你一個 16. 不可一世 17. Please（英語） 18. Morning（英語） MV DVD 1. 殘酷遊戲（只收錄於第二版） 2. Wish 3. Rainbows（英語） 4. Please（英語） 5. Pretty（英語） 6. 離家出走 7. 心亂如麻 8. 愛才 9. 愛你還愛你 10. 越幫越忙 11. My Love My Fate 12. 十個他不如你一個 13. 一場誤會 14. 今夜你不會來 15. 無所謂 16. 大哥 17. 雜技 18. 24（featuring 應昌佑） |
| 7th    | 2010年10月27日 | A Music  | Love Diaries                      | 粵語大碟            | 曲目 CD 1. 你的女人 2. 愛在天地動搖時 3. 2012 4. 積雪 5. 溫差 6. 唯愛人間 7. 男人信甚麼（與JW合唱） 8. Make It Real 9. 為你鍾情（與李治廷合唱） 10. Never Know（英語）（與李治廷合唱） 11. 越夜越有機 12. 戀人も濡れる街（日語） DVD 衛蘭 MOOV Live 2010 1. 心亂如麻 2. Make It Real（英語） 3. 唯愛人間 4. 陰天假期 5. Never Know（英語）（與李治廷合唱） 6. 為你鐘情（與李治廷合唱） 7. My Cookie Can 8. Please（英語） 9. 情人 10. Beautiful（英語） 11. 男人信什麽 (MV) 12. 唯愛人間 (MV) |
| 8th    | 2012年12月21日 | A Music  | Imagine                           | 粵語大碟            | 曲目 CD 1. 街燈晚餐 2. 他不慣被愛 3. 我懷念的你 4. 愛沒有假如 5. 我們的故事 6. 難為自己 7. 珍妮絲的告白 8. 回電我 9. 只要我們還有心 10. Imagine（英語） |
| 9th    | 2014年11月28日 | A Music  | E11                               | 粵語大碟            | 曲目 CD 1. 錯過你 2. 八九十 3. You're Always Everything To Me 4. 自首 5. 激光中 6. You Go I Go 7. 長痛短痛 8. 分手總要在雨天 9. 情人甲（與許志安合唱） 10. All You Get From Love Is A Love song（英語） |
| 10th   | 2017年7月28日  | 華納唱片 | Love And Other Things             | 粵語大碟            | 曲目 CD 1. 天敵 2. 差半步 3. 驗傷 4. I Don't Know I Don't Care 5. 穿花蝴蝶 6. 一格格 7. 細細個（Featuring 衛詩） 8. 失戀的意義 |
| 11th   | 2017年10月27日 | 華納唱片 | 衛蘭（同名國語專輯）              | 國語EP (數碼專輯)   | 曲目 CD 1. 不欠我什麼 2. 想像空間 3. 藍色Monday（featuring Tia RAY 袁婭維） 4. Lonely 5. 一麈不染（《穿花蝴蝶》國語版） 6. 我還是我 7. 我愛的人（翻唱陳小春作品） |
| 12th   | 2019年6月24日  | 東亞唱片 | 又～離家出走                      | 精選大碟 (數碼專輯) | 曲目 CD 1. 「再」心亂如麻（新歌） 2. 又~離家出走（新歌） 3. 一場誤會 4. 愛才 5. 就算世界無童話 6. 雜技 7. Morning（英語） 8. 殘酷遊戲 9. 他不慣被愛 10. 十個他不如你一個 11. My Love My Fate 12. 陰天假期 13. 大哥 14. 男人信什麼 15. 街燈晚餐 16. 你的女人 17. 積雪 18. 溫差 19. 如水 |
| 13th   | 2019年9月20日  | 華納唱片 | In His Name                       | 粵語大碟            | 曲目 CD 1. 所以我愛（國語） （featuring AF／衛詩／SHIMICA／Daniel Chu） 2. 鐵蘭花 3. Strength & Shield（英語） 4. 運動詩歌 5. 摩西的煩惱（featuring Phat／JB／AF） 6. To Trinity（Interlude） 7. 面對 8. 家門（featuring 馮允謙） 9. 伯利恆的主角 10. One Take（Outro） |
| 14th   | 2020年12月8日  | 華納唱片 | A Reason To Rejoice - Studio Live | 英語EP (數碼專輯)   | 曲目 CD 1. Winter Wonderland 2. The Christmas Song 3. 伯利恆的主角（粵語） 4. O Come All Ye Faithful 5. My Grown Up Christmas List 6. This Christmas（Hang All The Mistletoe） |
| 15th   | 2021年4月27日  | 華納唱片 | It's OK To Be Sad                 | 粵語大碟            | 曲目 CD 1. It’s OK To Be Sad 2. 她整晚在寫信 3. 帶走你的垃圾 4. 生涯規劃 5. 低半度 6. 低級趣味 7. 在月台上等你 8. 一晃眼 9. 生涯規劃（featuring 陳柏宇） |
| 16th   | 2022年12月19日 | 華納唱片 | Daughter                          | 粵語大碟            | 曲目 CD 1. 呼吸之間 2. 風靡 3. 我的視角 4. Little Miss Janice 5. 現代戀愛安全手冊 6. 溫柔暗號 7. Ribbon（英語） 8. Ghost（英語） 9. sshhh… |

### 單曲
- The Christmas Tunes（2006年）[41]
- 漣漪（「音樂永續」作品，翻唱陳百強作品）（2021年）
- 奪金（與泳兒、李幸倪、周柏豪、王灝兒、江海迦及聲夢傳奇學員合唱，TVB《東京奧運2020》主題曲）（2021年）
- Leap Second（《埋班作樂II》作品）（2022年）[42]

### 演唱會專輯
- 《衞蘭 Fairy Concert 2010》（2DVD + 2CD）,（Bluray）（粵、英、日）（2010年）
- 《Janice 3000 Day & Night Concert》（2CD）（粵、英）（2012年）
- 《Janice Walking To The Future Live 2014》（2CD）,（2DVD）,（Bluray）（粵、普）（2015年）[43]
- 《Janice Vidal Be Still Live 2022》（Bluray）（粵、英）（2022年）

### 幕後作品
| 年份 | 歌曲名稱                | 參與部分                                   | 收錄專輯             |
| ---- | ----------------------- | ------------------------------------------ | -------------------- |
| 2012 | Imagine（英）           | 與Fergus Chow監製                          | Imagine              |
| 2017 | 不欠我什麼（國）        | 與周俊傑、舒文作曲                         | 衛蘭（同名國語專輯） |
| 2017 | 一晃眼                  | 與周俊傑、舒文作曲                         | It's OK To Be Sad    |
| 2018 | 伯利恆的主角            | 與馮翰銘、林家謙作曲                       | In His Name          |
| 2019 | 所以我愛（國）          | 與馮翰銘作曲 與周耀輝、馮翰銘、SHIMICA填詞 | In His Name          |
| 2019 | 鐵蘭花                  | 與蘇道哲、馮翰銘作曲                       | In His Name          |
| 2019 | Strength & Shield（英） | 與Daniel Chu、衛詩作曲及填詞               | In His Name          |
| 2019 | 家門                    | 與馮翰銘、貝多芬作曲                       | In His Name          |
| 2020 | 帶走你的垃圾            | 與溫翰文、Edward Chan作曲                  | It's OK To Be Sad    |
| 2020 | 低級趣味                | 與溫翰文作曲                               | It's OK To Be Sad    |
| 2021 | It's OK To Be Sad       | 與Ariel Lai、Cousin Fung作曲               | It's OK To Be Sad    |
| 2022 | 溫柔暗號                | 與林二汶監製                               | DAUGHTER             |
| 2022 | Ribbon（英）            | 與SHIMICA作曲、填詞                        | DAUGHTER             |
| 2022 | Ghost（英）             | 與cehyrl作曲、填詞                         | DAUGHTER             |

### 雙語歌曲
以下是衛蘭出道以來，擁有兩種不同語言版本之歌曲。然而衛蘭出道至今未有一首歌曲同時包辦粵語、英語和國語版本。 
| 序號 | 粵語               | 英語             | 國語         |
| ---- | ------------------ | ---------------- | ------------ |
| 01   | 大哥               | Never Let You Go |              |
| 02   | 今夜你不會來       |                  | 今夜你不會來 |
| 03   | 穿花蝴蝶           |                  | 一麈不染     |
| 04   | Little Miss Janice | Dating Rules     |              |

### 派台歌曲成績
註：組合名義的派台歌，請參閱Dear John之頁面。
| 派台歌曲成績（四台）            | 派台歌曲成績（四台）           | 派台歌曲成績（四台） | 派台歌曲成績（四台） | 派台歌曲成績（四台） | 派台歌曲成績（四台） | 派台歌曲成績（四台）                                                                                   | 派台歌曲成績（四台）                                                                                   |      |
| ------------------------------- | ------------------------------ | -------------------- | -------------------- | -------------------- | -------------------- | --- | --- | ---- |
| 唱片                            | 歌曲                           | 903                  | RTHK                 | 997                  | TVB                  | 備註                                                                                                   | 備註                                                                                                   |      |
| 2004年                          |                                |                      |                      |                      |                      | | |      |
| Day & Night                     | In Love Again（英）            | -                    | -                    | -                    | -                    | 出道作品 改編自黎明歌曲《我這樣愛你》／《心在跳》                                                      | 出道作品 改編自黎明歌曲《我這樣愛你》／《心在跳》                                                      |      |
| Day & Night                     | 一夜傾情                       | -                    | -                    | -                    | -                    | 原唱者為黎明                                                                                           | 原唱者為黎明                                                                                           |      |
| Day & Night                     | 不可一世                       | 10                   | -                    | -                    | -                    | 原唱者為黎明                                                                                           | 原唱者為黎明                                                                                           |      |
| 2005年                          |                                |                      |                      |                      |                      | | |      |
| Day & Night                     | 情深說話未曾講                 | 9                    | -                    | 10                   | -                    | 翻唱黎明作品                                                                                           | 翻唱黎明作品                                                                                           |      |
| 應昌佑                          | 24                             | 10                   | 4                    | 3                    | 5                    | 與應昌佑合唱                                                                                           | 與應昌佑合唱                                                                                           |      |
| My Love                         | 大哥                           | 4                    | 3                    | 4                    | 9                    | | |      |
| My Love                         | 十個他不如你一個               | 2                    | 1                    | 2                    | 7                    | 首支冠軍歌                                                                                             | 首支冠軍歌                                                                                             |      |
| My Love                         | 一場誤會                       | 12                   | -                    | -                    | -                    | | |      |
| My Love                         | 今夜你不會來                   | 11                   | 1                    | 2                    | 3                    | | |      |
| My Love                         | 心亂如麻                       | 4                    | 1                    | 1                    | -                    | 首支兩台冠軍歌 RTHK全球華語歌曲排行榜：6                                                               | 首支兩台冠軍歌 RTHK全球華語歌曲排行榜：6                                                               |      |
| 2006年                          |                                |                      |                      |                      |                      | | |      |
| My Love                         | My Love My Fate                | 1                    | 1                    | 1                    | -                    | 首支三台冠軍歌 RTHK全球華語歌曲排行榜：11 OT：Wax ~ Wanna fall in love                                 | 首支三台冠軍歌 RTHK全球華語歌曲排行榜：11 OT：Wax ~ Wanna fall in love                                 |      |
| Do U Know...                    | 愛才                           | 7                    | 1                    | 1                    | 1                    | 三台冠軍歌 電影《緣邀知音》插曲                                                                        | 三台冠軍歌 電影《緣邀知音》插曲                                                                        |      |
| Do U Know...                    | 離家出走                       | 1                    | (1)                  | 1                    | 1                    | 首支四台冠軍歌 首支雙週冠軍歌 RTHK全球華語歌曲排行榜：4 電影《緣邀知音》插曲                           | 首支四台冠軍歌 首支雙週冠軍歌 RTHK全球華語歌曲排行榜：4 電影《緣邀知音》插曲                           |      |
| Do U Know...                    | 深愛                           | 1                    | 1                    | 2                    | -                    | RTHK全球華語歌曲排行榜：3                                                                              | RTHK全球華語歌曲排行榜：3                                                                              |      |
| 2007年                          |                                |                      |                      |                      |                      | | |      |
| Do U Know...                    | 愛你還愛你                     | 3                    | 1                    | 1                    | -                    | RTHK全球華語歌曲排行榜：11 OT：申昇勳 ~ 你只是在比我高的地方                                           | RTHK全球華語歌曲排行榜：11 OT：申昇勳 ~ 你只是在比我高的地方                                           |      |
| 4 In Love                       | 我為何讓你走                   | -                    | 14                   | 3                    | -                    | 與黎明合唱 翻唱郭富城作品                                                                              | 與黎明合唱 翻唱郭富城作品                                                                              |      |
|                                 | 快樂地圖Let's Go               | ×                    | 1                    | ×                    | ×                    | 香港電台太陽計劃2007主題曲 與張敬軒、曹格合唱                                                          | 香港電台太陽計劃2007主題曲 與張敬軒、曹格合唱                                                          |      |
| 不會分離                        | 童夢                           | 12                   | 3                    | 1                    | 1                    | 與光良合唱                                                                                             | 與光良合唱                                                                                             |      |
| Serving You                     | 無所謂                         | 9                    | 3                    | 3                    | 1                    | | |      |
| 2008年                          |                                |                      |                      |                      |                      | | |      |
| Serving You                     | 雜技                           | 2                    | 1                    | 1                    | -                    | RTHK全球華語歌曲排行榜：2                                                                              | RTHK全球華語歌曲排行榜：2                                                                              |      |
| Serving You                     | 如水                           | -                    | 1                    | 1                    | -                    | RTHK全球華語歌曲排行榜：8                                                                              | RTHK全球華語歌曲排行榜：8                                                                              |      |
| Serving You                     | 陰天假期                       | 13                   | 3                    | 1                    | 1                    | OT：Dawn Thomas ~ If I'm Not In Love With You                                                          | OT：Dawn Thomas ~ If I'm Not In Love With You                                                          |      |
| Serving You                     | 就算世界無童話                 | 2                    | (1)                  | 1                    | 1                    | 三台冠軍歌                                                                                             | 三台冠軍歌                                                                                             |      |
| 2009年                          |                                |                      |                      |                      |                      | | |      |
| Serving You                     | My Cookie Can                  | 5                    | 3                    | 3                    | -                    | | |      |
| Serving You                     | 愛深過做人                     | -                    | 1                    | -                    | -                    | | |      |
| Wish                            | Wish                           | -                    | -                    | -                    | -                    | | |      |
| Wish                            | 心有不甘                       | -                    | 11                   | -                    | -                    | OT：陳淑樺 ~ 夢醒時分                                                                                  | OT：陳淑樺 ~ 夢醒時分                                                                                  |      |
| Wish                            | 殘酷遊戲                       | 16                   | 3                    | 4                    | 1                    | OT：李聖傑 ~ 痴心絕對                                                                                  | OT：李聖傑 ~ 痴心絕對                                                                                  |      |
| 2010年                          |                                |                      |                      |                      |                      | | |      |
| Love Diaries                    | 為你鍾情                       | -                    | -                    | -                    | -                    | 與李治廷合唱 電影《為你鍾情》主題曲 翻唱張國榮作品                                                     | 與李治廷合唱 電影《為你鍾情》主題曲 翻唱張國榮作品                                                     |      |
| Love Diaries                    | 唯愛人間                       | 14                   | 3                    | 2                    | -                    | RTHK全球華語歌曲排行榜：9                                                                              | RTHK全球華語歌曲排行榜：9                                                                              |      |
| Los Angeles / Love Diaries      | 男人信什麼                     | 10                   | 1                    | 1                    | 1                    | 三台冠軍歌 與JW合唱                                                                                    | 三台冠軍歌 與JW合唱                                                                                    |      |
| Love Diaries                    | 溫差                           | -                    | 10                   | 9                    | -                    | | |      |
| Love Diaries                    | 2012                           | -                    | 9                    | 3                    | -                    | | |      |
| Love Diaries                    | 愛在天地動搖時                 | -                    | 2                    | 1                    | 1                    | RTHK全球華語歌曲排行榜：8                                                                              | RTHK全球華語歌曲排行榜：8                                                                              |      |
| 2011年                          |                                |                      |                      |                      |                      | | |      |
| Bring It On                     | Wonderland                     | -                    | 4                    | 2                    | -                    | 與廿四味合唱 電影《喜愛夜蒲》主題曲                                                                    | 與廿四味合唱 電影《喜愛夜蒲》主題曲                                                                    |      |
| Imagine                         | 愛沒有假如                     | ×                    | ×                    | 2                    | 1                    | | |      |
| 2012年                          |                                |                      |                      |                      |                      | | |      |
| Imagine                         | 我懷念的你                     | ×                    | 1                    | 1                    | 1                    | 三台冠軍歌                                                                                             | 三台冠軍歌                                                                                             |      |
| Imagine                         | 他不慣被愛                     | ×                    | 2                    | 3                    | ×                    | | |      |
| Imagine                         | 街燈晚餐                       | ×                    | 1                    | 1                    | ×                    | | |      |
| 2013年                          |                                |                      |                      |                      |                      | | |      |
| Imagine                         | 我們的故事                     | -                    | 3                    | 4                    | ×                    | | |      |
| Imagine                         | 難為自己                       | -                    | -                    | 8                    | ×                    | | |      |
| E11                             | 情人甲（合唱版）               | 13                   | 13                   | 5                    | ×                    | 與許志安合唱                                                                                           | 與許志安合唱                                                                                           |      |
| E11                             | You Go I Go                    | 3                    | 1                    | 1                    | ×                    | RTHK全球華語歌曲排行榜：4                                                                              | RTHK全球華語歌曲排行榜：4                                                                              |      |
| 2014年                          |                                |                      |                      |                      |                      | | |      |
| E11                             | 錯過你                         | 1                    | 3                    | 3                    | ×                    | | |      |
| E11                             | 自首                           | -                    | -                    | 2                    | ×                    | | |      |
| E11                             | 中                             | -                    | 11                   | 18                   | ×                    | 翻唱羅文作品                                                                                           | 翻唱羅文作品                                                                                           |      |
| E11                             | 八九十                         | 2                    | -                    | 4                    | ×                    | 「衛蘭 Janice Walking to the future」演唱會主題曲 OT：K.Will ~ Love Blossom                            | 「衛蘭 Janice Walking to the future」演唱會主題曲 OT：K.Will ~ Love Blossom                            |      |
| E11                             | You're Always Everything to Me | 11                   | 7                    | 1                    | ×                    | OT：太妍 & The One ~ Like A Star                                                                       | OT：太妍 & The One ~ Like A Star                                                                       |      |
| 2015年                          |                                |                      |                      |                      |                      | | |      |
| Walking To The Future Live 2014 | 愛如潮水（國）                 | -                    | -                    | -                    | ×                    | Live Version 翻唱張信哲作品                                                                            | Live Version 翻唱張信哲作品                                                                            |      |
| 2016年                          |                                |                      |                      |                      |                      | | |      |
| Love And Other Things           | 穿花蝴蝶                       | 1                    | 1                    | 1                    | ×                    | 三台冠軍歌 DBC華語歌曲流行指數：(1) RTHK全球華語歌曲排行榜：8                                          | 三台冠軍歌 DBC華語歌曲流行指數：(1) RTHK全球華語歌曲排行榜：8                                          |      |
| Love And Other Things           | 失戀的意義                     | 19                   | 5                    | 2                    | -                    | | |      |
| 2017年                          |                                |                      |                      |                      |                      | | |      |
| Love And Other Things           | 驗傷                           | 7                    | 3                    | 6                    | -                    | | |      |
| Love And Other Things           | 天敵                           | 1                    | 1                    | 1                    | ×                    | 三台冠軍歌 RTHK全球華語歌曲排行榜：(1) 加拿大至 HIT 中文歌曲排行榜：(1)                                | 三台冠軍歌 RTHK全球華語歌曲排行榜：(1) 加拿大至 HIT 中文歌曲排行榜：(1)                                |      |
| Love And Other Things           | 一格格                         | 1                    | 1                    | 2                    | ×                    | 加拿大至 HIT 中文歌曲排行榜：3                                                                         | 加拿大至 HIT 中文歌曲排行榜：3                                                                         |      |
| Love And Other Things           | I Don't Know, I Don't Care     | 4                    | 1                    | 1                    | ×                    | 加拿大至 HIT 中文歌曲排行榜：1                                                                         | 加拿大至 HIT 中文歌曲排行榜：1                                                                         |      |
| Love And Other Things           | 細細個                         | 15                   | ×                    | ×                    | ×                    | featuring 衛詩                                                                                         | featuring 衛詩                                                                                         |      |
| It's OK To Be Sad               | 一晃眼                         | 2                    | 1                    | ×                    | ×                    | 「衛蘭 Oh My Janice World Tour」演唱會主題曲 RTHK全球華語歌曲排行榜：13 加拿大至 HIT 中文歌曲排行榜：1 | 「衛蘭 Oh My Janice World Tour」演唱會主題曲 RTHK全球華語歌曲排行榜：13 加拿大至 HIT 中文歌曲排行榜：1 |      |
| 2018年                          |                                |                      |                      |                      |                      | | |      |
| It's OK To Be Sad               | 生涯規劃                       | 2                    | 1                    | 1                    | ×                    | 另派與陳柏宇合唱版本 加拿大至 HIT 中文歌曲排行榜：2                                                    | 另派與陳柏宇合唱版本 加拿大至 HIT 中文歌曲排行榜：2                                                    |      |
| It's OK To Be Sad               | 在月台上等你                   | 6                    | 1                    | 1                    | ×                    | 加拿大至 HIT 中文歌曲排行榜：1 與洪嘉豪《掉進海的眼淚》及Dear Jane《永遠飛行模式》合稱「海陸空三部曲」 | 加拿大至 HIT 中文歌曲排行榜：1 與洪嘉豪《掉進海的眼淚》及Dear Jane《永遠飛行模式》合稱「海陸空三部曲」 |      |
| In His Name                     | 伯利恆的主角                   | -                    | -                    | -                    | -                    | 加拿大至 HIT 中文歌曲排行榜：1                                                                         | 加拿大至 HIT 中文歌曲排行榜：1                                                                         |      |
| 2019年                          |                                |                      |                      |                      |                      | | |      |
| In His Name                     | 所以我愛（國）                 | 1                    | 1                    | 1                    | -                    | 三台冠軍歌 Featuring AF、Jill Vidal、SHIMICA、Daniel Chu                                               | 三台冠軍歌 Featuring AF、Jill Vidal、SHIMICA、Daniel Chu                                               |      |
| In His Name                     | 運動詩歌                       | 3                    | 2                    | 2                    | ×                    | 加拿大至 HIT 中文歌曲排行榜：2                                                                         | 加拿大至 HIT 中文歌曲排行榜：2                                                                         |      |
| In His Name                     | 鐵蘭花                         | -                    | -                    | 2                    | ×                    | | |      |
| 派台歌曲成績（五台）            |                                |                      |                      |                      |                      | | |      |
| 唱片                            | 歌曲                           | 903                  | RTHK                 | 997                  | TVB                  | ViuTV                                                                                                  | 備註                                                                                                   | 備註 |
| 2020年                          |                                |                      |                      |                      |                      | | |      |
| It's OK To Be Sad               | 低半度                         | 1                    | 1                    | 2                    | -                    | - | 加拿大至 HIT 中文歌曲排行榜：1                                                                         |      |
| It's OK To Be Sad               | 她整晚在寫信                   | 20                   | 16                   | 4                    | ×                    | × | OT：側田 ~ 命硬 加拿大至 HIT 中文歌曲排行榜：1                                                         |      |
| It's OK To Be Sad               | 帶走你的垃圾                   | 3                    | 2                    | 3                    | -                    | 1 | 加拿大至 HIT 中文歌曲排行榜：9                                                                         |      |
| It's OK To Be Sad               | 低級趣味                       | 2                    | 1                    | -                    | -                    | - | 跨年上榜 加拿大至 HIT 中文歌曲排行榜：1                                                                |      |
| 2021年                          |                                |                      |                      |                      |                      | | |      |
| It's OK To Be Sad               | It's OK To Be Sad              | 1                    | 1                    | ×                    | 1                    | 1 | 四台冠軍歌 （連同ViuTV） 加拿大至 HIT 中文歌曲排行榜：3                                                |      |
|                                 | 奪金                           | -                    | ×                    | ×                    | 1                    | × | 《聲夢傳奇》導師及學員合唱 TVB東京奧運主題曲                                                           |      |
| 2022年                          |                                |                      |                      |                      |                      | | |      |
| DAUGHTER                        | Little Miss Janice             | 1                    | 1                    | 1                    | 1                    | 1 | 四台冠軍歌 首支五台冠軍歌（連同ViuTV） 加拿大至 HIT 中文歌曲排行榜：7                                  |      |
| DAUGHTER                        | 風靡                           | 17                   | ×                    | 2                    | ×                    | × | |      |
|                                 | Dating Rules（英）             | ×                    | ×                    | ×                    | ×                    | - | 《Little Miss Janice》英文版 與Kiri T合唱                                                              |      |
| DAUGHTER                        | 現代戀愛安全手冊               | 9                    | 1                    | -                    | 1                    | - | 加拿大至 HIT 中文歌曲排行榜：11                                                                        |      |
| DAUGHTER                        | 呼吸之間                       | 7                    | -                    | 2                    | 1                    | - | 加拿大至 HIT 中文歌曲排行榜：14                                                                        |      |
| DAUGHTER                        | 我的視角                       | -                    | 3                    | -                    | 2                    | - | 加拿大至 HIT 中文歌曲排行榜：1                                                                         |      |
| DAUGHTER                        | sshhh...                       | 11                   | 1                    | 4                    | ×                    | × | 跨年上榜 加拿大至 HIT 中文歌曲排行榜：3                                                                |      |
| 2025年                          |                                |                      |                      |                      |                      | | |      |
|                                 | The Best Version Of Me         | 10                   | 1                    | 1                    | 1                    | - | 三台冠軍歌 加拿大至 HIT 中文歌曲排行榜：12                                                             |      |

| 各台冠軍歌總數 | 各台冠軍歌總數 | 各台冠軍歌總數 | 各台冠軍歌總數 | 各台冠軍歌總數 | 各台冠軍歌總數    | 各台冠軍歌總數                      |
| -------------- | -------------- | -------------- | -------------- | -------------- | ----------------- | ----------------------------------- |
| 四台a          | 903            | RTHK           | 997            | TVB            | 備註              | 備註                                |
| 四台a          | 11             | 32             | 24             | 17             | 四台冠軍歌總數：2 | 四台冠軍歌總數：2                   |
| 四台a          | 11             | 34             | 24             | 17             | 冠軍週數          | 冠軍週數                            |
| 五台b          | 903            | RTHK           | 997            | TVB            | ViuTV             | 備註                                |
| 五台b          | 3              | 7              | 2              | 6              | 3                 | 五台冠軍歌總數：1 四台冠軍歌總數：1 |

- （*）仍在榜上
- （-）未能上榜
- （×）沒有派往該台，包括曾因2013年至2019年TVB或2021年新城與包括其所屬華納唱片的四大唱片公司版稅紛爭
- （(1)）兩週冠軍
- ^  注解a：包括2020年後的冠軍歌曲
- ^  注解b：2020年起

## 參與音樂

### 參與幕後非個人作品
2001年
- 林海峰 - 伴我同行（和音）
- 黎明 - 純粹誤會（和音）
- DJ Tommy - 情歌（和音）

2002年
- 黎明 - BABA（粵／國）（和音）

2004年
- 電影《大城小事》 - Opening（和音）

2005年
- 黎明 - 為了對你更想念（和音）
- 黎明 - 愛瘋了（和音）

2024年
- G.Racie - GET DOWN（曲、詞）

### 與其他歌手合作作品
- 《幫幫我吧》- 群星
- 《24》- 應昌佑、衛蘭合唱
- 《音樂力量》（國際唱片業協會給音樂生命」主題曲）- 群星
- 《I'll Never Fall in Love Again》- 黎明、衛蘭、衛詩、應昌佑、杜汶澤、王歌慧合唱
- 《合氣道》- 杜汶澤 Featuring 衛蘭
- 《巨星金曲串》（獅子山下）- 群星
- 《我為何讓你走》- 黎明、衛蘭合唱
- 《童夢》- 光良、衛蘭合唱
- 《一個人走》（童夢國語版）- 光良、衛蘭合唱
- 《快樂地圖Let's go！》（太陽計劃2007主題曲）- 張敬軒、曹格、衛蘭合唱
- 《We'Are Ready》（2008年北京奧運會倒數一周年主題曲）- 中港台群星
- 《心在香港》- 衛蘭、劉家昌合唱
- 《Way Back Into Love》- 李治廷、衛蘭合唱
- 《男人信什麼》- JW、衛蘭合唱[47]
- 《在歲月飛揚》- 東亞群星
- 《Wonderland》- 廿四味 、衛蘭合唱
- 《情人甲》- 許志安、衛蘭合唱
- 《口水多過浪花》（香港商業電台叱吒903的電台節目口水多過浪花主題曲）- 官恩娜作曲
- 《近在千里》- 周柏豪（feat. 衛蘭）
- 《Happy For You》- Lukas Graham（feat. 衛蘭）

### 參與其他歌手合唱
- 林狗十大傑青 - 林海峰
- Leaving Me Loving Me（電影大城小事原聲大碟）- 群星
- 應昌佑（同名大碟） - 應昌佑
- Songs of Painting - 群星
- Christmas Gift - 群星
- Crazy Classic Live 2005（CD／VCD／DVD） - 黎明
- A Melody Looking（電影緣邀知音原聲大碟）- 群星
- Looking - 黎明
- 合氣道 - 杜汶澤
- The Christmas Tune（單曲，非賣品）- 衛蘭、衛詩
- 巨星金曲串 - 群星
- 4 In Love - 黎明
- 叱吒新一代 - 群星
- 不會分離（香港版） - 光良
- 今天開始（第二版） - 李治廷
- Los Angeles - JW
- Bring It On - 廿四味
- Lover A - 許志安
- One Step Closer - 周柏豪

## 演唱會／音樂會

### 個人
| 日期               | 名稱                                                 | 地區     | 城市   | 場地                           | 備註                 |
| ------------------ | ---------------------------------------------------- | -------- | ------ | ------------------------------ | -------------------- |
| 2005年4月13日      | 《Janice Mini Live》                                 | 香港     | 香港   | 蘭桂芳The Cavern               |                      |
| 2007年3月29-4月1日 | 《Janice My First演唱會》                            | 香港     | 香港   | 紅磡香港體育館                 |                      |
| 2007年7月28日      | 《衛蘭·衛詩Our First演唱會》                         | 澳門     | 澳門   | 澳門綜藝館                     | 與衛詩合作           |
| 2007年9月30日      | 《百威Janice My First廣州演唱會》                    | 中国     | 廣州   | 天河體育場                     |                      |
| 2008年5月1日       | 《Janice My First大馬演唱會》                        | 马来西亚 | 吉隆坡 | 默迪卡體育場                   |                      |
| 2008年11月8日      | 《Magic Live Concert》                               | 香港     | 香港   | 九龍灣國際展貿中心Star Hall    |                      |
| 2010年7月11日      | 《Janice Moov Live 2010》                            | 香港     | 香港   | 兆基創意書院多媒體劇場         |                      |
| 2010年10月16-17日  | 《Fairy衛蘭演唱會》                                  | 香港     | 香港   | 紅磡香港體育館                 |                      |
| 2011年11月26日     | 《Fairy衛蘭演唱會》                                  | 中国     | 廣州   | 廣州體育館                     |                      |
| 2012年6月22日      | 《My Love My Song 巡迴音樂會》                       | 中国     | 清遠   | 清遠體育館                     |                      |
| 2012年6月29日      | 《My Love My Song 巡迴音樂會》                       | 中国     | 佛山   | 嶺南明珠體育館                 |                      |
| 2012年7月20-22日   | 《Magic Live Concert》                               | 香港     | 香港   | 九龍灣國際展貿中心Star Hall    |                      |
| 2012年8月19日      | 《My Love My Song 巡迴音樂會》                       | 中国     | 番禺   | 番禺體育館                     |                      |
| 2012年9月28日      | 《My Love My Song 巡迴音樂會》                       | 中国     | 肇慶   | 端州體育中心                   |                      |
| 2013年1月4日       | 《My Love My Song 巡迴音樂會》                       | 中国     | 增城   | 增城體育館                     |                      |
| 2013年10月26日     | 《衛蘭·李治廷大馬雲頂演唱會》                        | 马来西亚 | 吉隆坡 | 雲頂雲星劇場                   | 與李治廷合作         |
| 2014年9月13日      | 《衛蘭2014音樂賞聽會廣州站》                         | 中国     | 廣州   | 白雲國際會議中心世紀大會堂     |                      |
| 2014年11月29-30日  | 《衛蘭Janice Walking to the Future Live 2014》       | 香港     | 香港   | 紅磡香港體育館                 |                      |
| 2016年5月20日      | 《你愛的衛蘭音樂會》                                 | 中国     | 湛江   | 湛江奧林匹克體育中心體育館     |                      |
| 2016年5月29日      | 《叱咤樂壇 Janice x JW Music in the Air 天台音樂會》 | 香港     | 香港   | 商業電台大廈天台               | 與JW合作             |
| 2016年8月12日      | 《JOOX presents: 衛蘭Hearing Colors Live 2016》      | 香港     | 香港   | 九龍灣國際展貿中心Rotunda 3    |                      |
| 2016年8月20日      | 《你愛的衛蘭音樂會》                                 | 中国     | 中山   | 小欖體育館                     |                      |
| 2016年10月5日      | 《你愛的衛蘭音樂會》                                 | 中国     | 江門   | 新會體育館                     |                      |
| 2016年11月11日     | 《你愛的衛蘭音樂會》                                 | 中国     | 佛山   | 嶺南明珠體育館                 |                      |
| 2016年12月10日     | 《你愛的衛蘭音樂會》                                 | 中国     | 陽江   | 陽江體育館                     |                      |
| 2016年12月17日     | 《你愛的衛蘭音樂會》                                 | 中国     | 廣州   | 廣州體育館二號館               |                      |
| 2017年1月7日       | 《你愛的衛蘭音樂會》                                 | 中国     | 深圳   | 深圳體育館                     |                      |
| 2017年1月14日      | 《你愛的衛蘭音樂會》                                 | 中国     | 茂名   | 荗名體育館                     |                      |
| 2017年2月14日      | 《你愛的衛蘭音樂會》                                 | 中国     | 東莞   | 東莞體育中心體育館             |                      |
| 2017年7月22日      | 《你愛的衛蘭音樂會》                                 | 澳門     | 澳門   | 金光綜藝館                     |                      |
| 2017年8月5日       | 《「星光點播廳」雲頂音樂會》                         | 马来西亚 | 吉隆坡 | 雲頂雲星劇場                   | 與許志安、王梓軒合作 |
| 2018年1月12-14日   | 《衛蘭Oh My Janice World Tour》                      | 香港     | 香港   | 紅磡香港體育館                 |                      |
| 2018年6月2日       | 《你愛的衛蘭音樂會》                                 | 中国     | 汕頭   | 汕頭大學體育園                 |                      |
| 2018年7月10日      | 《網上行夢想系MOOV Live - 陳柏宇x 衛蘭》             | 香港     | 香港   | 香港會議展覽中心Hall 5BC       |                      |
| 2018年11月17日     | 《衛蘭Oh My Janice World Tour》                      | 中国     | 高明   | 高明體育中心體育場             |                      |
| 2019年1月26日      | 《衛蘭Oh My Janice World Tour》                      | 澳門     | 澳門   | 金光綜藝館                     |                      |
| 2019年3月2日       | 《衛蘭Oh My Janice World Tour》                      | 中国     | 深圳   | 深圳灣體育中心「春繭」體育館   |                      |
| 2019年7月20日      | 《衛蘭Oh My Janice World Tour》                      | 中国     | 廣州   | 寶能廣州國際體育演藝中心       |                      |
| 2019年10月18日     | 《衛蘭 In His Name 首唱會》                          | 香港     | 香港   | 牛頭角                         |                      |
| 2019年12月7日      | 《衛蘭Oh My Janice World Tour》                      | 中国     | 東莞   | 東莞籃球中心                   |                      |
| 2020年2月23日      | 《Faith.Hope.Love Concert in Sydney》                |          | 尼     | Sydney Town Hall               |                      |
| 2021年10月23-24日  | 《JANICE X JAY FUNG : BACK TO THE NEW SKOOL》        | 香港     | 香港   | 九龍灣國際展貿中心Star Hall    | 與馮允謙合作         |
| 2022年7月9-11日    | 《衛蘭Be Still Live 2022》                           | 香港     | 香港   | 紅磡香港體育館                 |                      |
| 2025年4月11-13日   | 《衛蘭 OUT OF FRAME 世界巡迴演唱會》                 | 中国     | 廣州   | 廣州體育館一號館               |                      |
| 2025年5月3-4日     | 《衛蘭 OUT OF FRAME 世界巡迴演唱會》                 | 中国     | 深圳   | 深圳灣體育中心「春繭」體育館   |                      |
| 2025年5月17日      | 《衛蘭 OUT OF FRAME 世界巡迴演唱會》                 | 中国     | 湛江   | 湛江奧林匹克體育中心綜合訓練館 |                      |
| 2025年6月28日      | 《衛蘭 OUT OF FRAME 世界巡迴演唱會》                 | 中国     | 廈門   | 廈門奧林匹克體育中心鳳凰體育館 |                      |
| 2025年7月19日      | 《衛蘭 OUT OF FRAME 世界巡迴演唱會》                 | 中国     | 上海   | 浦發銀行東方體育中心主體育館   |                      |
| 2025年8月15-17日   | 《衛蘭 OUT OF FRAME 世界巡迴演唱會》                 | 中国     | 佛山   | 佛山國際體育文化演藝中心       |                      |
| 2025年9月6日       | 《衛蘭 OUT OF FRAME 世界巡迴演唱會》                 | 中国     | 南寧   | 廣西體育中心體育館             |                      |
| 2025年9月20日      | 《衛蘭 OUT OF FRAME 世界巡迴演唱會》                 | 中国     | 成都   | 成都金融城演藝中心             |                      |
| 2025年月日         | 《衛蘭 OUT OF FRAME 世界巡迴演唱會》                 | 中国     | 北京   | 首都體育館                     |                      |
| 2025年月日         | 《衛蘭 OUT OF FRAME 世界巡迴演唱會》                 | 中国     | 杭州   | 黃龍體育中心體育館             |                      |

### 演唱會嘉賓演出
2006年
- WESTLIFE Face to Face亞洲巡迴演唱會（表演嘉賓）
- 優越之夜黎明上海演唱會（表演嘉賓）[49]

2007年
- 4 in Love演唱會（表演嘉賓）[50]
- 光良不會分離音樂會（表演嘉賓）
- 問我30年黎小田演唱會 （表演嘉賓）

2008年
- 側田 Air Justin 2008演唱會（表演嘉賓）

2009年
- 黎明Dream Wedding世界巡迴演唱會 拉斯维加斯（表演嘉賓）[51]
- 黎明Dream Wedding世界巡迴演唱會 大西洋城（表演嘉賓）
- 黎明Dream Wedding世界巡迴演唱會 佛山站（表演嘉賓）
- 黎明Dream Wedding世界巡迴演唱會 廣州站（表演嘉賓）
- 往事只能回味 劉家昌音樂會（表演嘉賓）（共三場）

2010年
- Come 2 Me Beauty Live on Stage 林峯演唱會（表演嘉賓）
- SmarTone-Vodafone X JW掛念好友音樂會（表演嘉賓）（共二場）
- 24Herbs MOOV Live（表演嘉賓）
- 上海東亞飛揚群星演唱會（表演嘉賓）

2011年
- 澳門A級音樂唱動全城演唱會（表演嘉賓）
- 李治廷One Night Band Concert (表演嘉賓)
- 黎明 Leon X U 紅館演唱會2011 (表演嘉賓)
- Far East Movement Live Hong Kong 2011 (表演嘉賓)

2013年
- Man's Icon Concert 2013（表演嘉賓）
- 雷頌德THANK YOU演唱會（表演嘉賓）（共三場）
- 雷頌德THANK YOU演唱會 澳門站（表演嘉賓）
- 鍾嘉欣LoveLoveLove演唱會（表演嘉賓）
- 黎瑞恩All For Love慈善演唱會2013 （表演嘉賓）

2014年
- IMAGINE NATION 伍樂城幻想國度作品演唱會 56X LIVE2014（表演嘉賓）（共二場）
- 杜德偉「極杜世界」演唱會（表演嘉賓）
- 新城23聲光綻放音樂會

2015年
- 星耀全城•情系順德 新年群星演唱會 （表演嘉賓）
- 《敬．愛音樂》吳國敬30週年音樂人生作品展 （表演嘉賓）
- ComeOn許志安演唱會2015 （表演嘉賓）
- 新城G. E. M. Girls Power 音樂會 （表演嘉賓）
- KKBOX LIVE:陳詠謙& Friends音樂會 （表演嘉賓）
- 2015中山ALL IN群星音樂會（表演嘉賓）
- 許志安 《Come On》演唱會2015 澳門站 （表演嘉賓）

2021年
- 聲·夢飛行 First Live On Stage（8月14、15日）
- Serrini I'm not fine,thx Live 2021 (6月19日）（表演嘉賓）
- Dear Jane Pendulum Tour 2021（9月24日）（表演嘉賓）
- The Next 20 Hins Live in Hong Kong 張敬軒演唱會（12月27日）（表演嘉賓）

2024年
- Blueprint of Memories, by Edward Chan（3月23日）（表演嘉賓）

2025年
- 楊千嬅MY TREE OF LIVE世界巡迴演唱會 廣州站返場（1月10日）（表演嘉賓）
- Mariah Carey: Celebration of Mimi 深圳站（5月10日）（表演嘉賓）
- You & Mi 鄭秀文世界巡迴演唱會 澳門站（5月24日）（表演嘉賓）
- 陳慧琳Season 2 萬人結界演唱會（7月15日）（表演嘉賓）

## 演出

### 電影
2006年
- 緣邀知音（音樂電影）

2007年
- 穿越時空的少女（粵語配音）

2010年
- 為你鍾情（Frozen）

2022年
- 無敵貓劍俠：8+1條命（粵語配音）

## 獎項

### 2005年
- 2005勁歌金曲優秀選第二回 - 新人薦場飆升獎
- PM第四屆樂壇頒獎禮 - PM人氣實力唱得女新人、讀者推介歌曲 - 《大哥》、讀者推介合唱歌曲 - 《24》
- 9＋2音樂先鋒榜2005 - 港台最受歡迎女新人獎金獎
- 廣州電臺金曲金榜頒獎禮內地傳媒推薦歌手獎（港台及海外地區）
- YAHOO!搜尋人氣大獎2005 - 搜尋人氣急升大獎
- 新城勁爆頒獎禮2005 - 新城勁爆卡拉OK歌曲《大哥》、 i ‧ Tech 新城勁爆新人王
- 2005年度叱吒樂壇流行榜頒獎典禮 - 叱吒樂壇生力軍女歌手金獎
- 2005年度十大勁歌金曲頒獎典禮 - 最受歡迎新人獎（女）金獎
- 第二十八屆十大中文金曲頒獎音樂會 - 最有前途新人獎（女歌手）金獎
- 亞太音樂榜AP MUSIC - 亞太音樂榜香港地區最佳新人獎
- 2005年度「雪碧」中國原創音樂流行榜總選頒獎典禮 - 優秀新人獎（港台）
- 加拿大至HIT中文歌曲排行榜2005全國總選 - 全國推崇十大歌曲 - 《今夜你不會來》
- EOLAISA下載最佳女歌手
- 2005年度RoadShow至尊音樂頒獎禮 - RoadShow至尊新人女歌手
- 2005年度SINA Music樂壇民意指數頒獎禮 - 我最喜愛女新人金獎、SINA MUSIC 新歌試聽 - 合唱歌曲大獎 - 《24》

### 2006年
- 第三屆《勁歌王》全球華人樂壇年度總選 - 最佳新人獎（香港）（金）、粵語金曲獎 - 《大哥》、勁歌K歌金曲 - 《大哥》
- IFPI 2005香港唱片銷量大獎頒獎禮 - 全年十大本地銷量歌手、最暢銷本地女新人
- 第六屆全球華語歌曲排行榜頒獎典禮 - 最受歡迎女新人
- 2006年度TVB8金曲榜頒獎典禮 - 女新人銀獎
- 9＋2音樂先鋒榜2006 - 網上最具人氣先鋒女歌手、先鋒K歌后、港臺十大先鋒金曲 - 《愛才》
- 2006勁歌金曲優秀選第一回 - 得獎歌曲《今夜你不會來》
- 2006勁歌金曲優秀選第三回 - 得獎歌曲《離家出走》
- YAHOO!搜尋人氣大獎2006 - 女歌手大碟獎、 音樂十大人氣歌曲 - 《離家出走》
- 新城勁爆頒獎禮2006 - 新城勁爆歌曲《離家出走》、新城勁爆卡拉OK歌曲《My Love My Fate》、新城勁爆女歌手
- 2006年度叱吒樂壇流行榜頒獎典禮 - 叱吒樂壇女歌手 銅獎
- 2006年度RoadShow至尊音樂頒獎禮 - RoadShow至尊女歌手、RoadShow至尊歌曲《離家出走》
- 2006年度十大勁歌金曲頒獎典禮 - 2006年度傑出表現獎 銀獎

、十大勁歌金曲獎《離家出走》、2006年度四台聯頒音樂大獎 - 卓越表現大獎 金獎
- 第二十九屆十大中文金曲頒獎音樂會 - 優秀流行歌手大獎、十大中文金曲《心亂如麻》
- 2006年度SINA Music樂壇民意指數頒獎禮 - SINA MUSIC 新歌試聽 - 最高收聽率歌曲（第三位）《離家出走》

### 2007年
- 第四屆《勁歌王》全球華人樂壇年度總選 - 粵語金曲獎 - 《離家出走》、傑出青年歌手獎（香港）、 勁歌K歌金曲 - 《愛才》
- HKPCA Music awards - 我的第一女歌手獎
- 第七屆華語音樂傳媒大賞 - 粵語新勢力獎
- 新城國語力頒獎禮2007 - 新城國語力熱爆K歌 - 《一個人走》（童夢國語版）
- 第七屆全球華語歌曲排行榜頒獎典禮 - 二十大最受歡迎金曲 - 《離家出走》

、香港地區傑出歌手獎
- YAHOO!搜尋人氣大獎2007 - 華語歌曲搜尋獎 - 《愛你還愛你》、歌詞搜尋獎 - 《童夢》
- 新城勁爆頒獎禮2007 - 新城勁爆歌曲 - 《無所謂》、新城勁爆合唱歌曲 - 《童夢》、新城勁爆我最欣賞女歌手、2007年度四台聯頒音樂大獎 - 卓越表現大獎銀獎
- 第三十屆十大中文金曲頒獎音樂會 - 十大優秀流行歌手大獎
- 2007年度「雪碧」中國原創音樂流行榜總選頒獎典禮 - 香港最受歡迎女歌手、港台金曲獎 - 《離家出走》
- 9＋2音樂先鋒榜2007 - 新媒體先鋒金曲 - 《離家出走》、內地十大先鋒金曲 - 《無所謂》、先鋒演繹歌手獎

### 2008年
- 第五屆《勁歌王》全球華人樂壇年度總選 - 粵語金曲獎 - 《無所謂》、勁歌K歌金曲 - 《無所謂》
- 9＋2音樂先鋒榜2008 - 先鋒演繹歌手獎、17家電台聯頒最佳專輯獎
- 2008香港數碼音樂頒獎典禮 - 《如水》、《雜技》

### 2009年
- 2009勁歌金曲優秀選第一回 - 得獎歌曲《就算世界無童話》
- 第六屆《勁歌王》全球華人樂壇年度總選 - 勁歌K歌金曲 - 《就算世界無童話》、粵語金曲獎 - 《就算世界無童話》、大熱人氣女歌手
- 新城勁爆頒獎禮2009 - 新城勁爆卡拉OK歌曲 - 《就算世界無童話》
- 2009年度SINA Music樂壇民意指數頒獎禮 - 最高收聽率二十大歌曲 - 《就算世界無童話》、 十大最高銷量歌曲 - 《就算世界無童話》、 全碟試聽最高收聽率大碟 - 《Wish》
- 第三十二屆十大中文金曲頒獎音樂會 - 十大優秀流行歌手大獎、 十大中文金曲 - 《就算世界無童話》
- IFPI香港唱片銷量大獎頒獎禮2009 - 最高銷量本地女歌手、 十大廣東大碟 - 《Serving You》、《Wish》、十大銷量本地歌手
- 2009數碼音樂頒獎禮 - 最高使用次數電話接駁鈴聲歌曲 - 《就算世界無童話》、 數碼原點歌曲獎 - 《就算世界無童話》、Neway卡拉OK歌曲獎 - 《就算世界無童話》

### 2010年
- 第21屆國際流行音樂大獎頒獎禮 - 最受歡迎十大國際金曲獎 -《Rainbows》
- 第七屆《勁歌王》全球華人樂壇年度總選 - 粵語金曲獎 - 《殘酷遊戲》、最暢銷唱片大獎 - 《Wish》、傳媒大獎
- 2010勁歌金曲優秀選第一回 - 得獎歌曲 《殘酷遊戲》
- 2010勁歌金曲優秀選第二回 - 得獎歌曲 《男人信什麼》（與JW合唱）
- 2010勁歌金曲優秀選第三回 - 得獎歌曲 《愛在天地動搖時》
- 新城勁爆頒獎禮2010 - 新城勁爆歌曲 《愛在天地動搖時》、新城勁爆女歌手、新城勁爆合唱歌曲《男人信什麼》（與JW合唱）、新城勁爆年度歌曲大獎 《男人信什麼》（與JW合唱）
- 第三十三屆十大中文金曲頒獎音樂會 - 優秀流行歌手大獎
- 2010年度十大勁歌金曲頒獎典禮 - 十大勁歌金曲獎《男人信什麼》（與JW合唱）
- 2010年度十大勁歌金曲頒獎典禮 - 十大勁歌金曲金獎《男人信什麼》（與JW合唱）
- IFPI香港唱片銷量大獎頒獎禮2010 - 十大廣東大碟 - 《Love Diaries》、十大廣東大碟 - 《Wish》、十大銷量本地歌手
- 七大數碼音樂 2010香港數碼音樂頒獎禮 - 最高次數點播歌曲、最高次數下載歌曲、最高次數原音鈴聲歌曲、最高次數接駁鈴聲歌曲、最高次數下載的MV - 《男人信什麼》（與JW合唱）

### 2011年
- 新加坡第十六屆COMPASS Awards 最佳本地英語流行歌曲 - 《Rainbows》
- 新加坡第十六屆COMPASS Awards 年度得最高稅收的本地英語流行歌曲 - 《Rainbows》
- 2011勁歌金曲優秀選第三回 - 得獎歌曲 《愛沒有假如》
- 第八屆《勁歌王》全球華人樂壇年度總選 - 粵語金曲奬 -《愛沒有假如》、至尊金曲奬 -《男人信什麼》（與JW合唱）、 傳媒大奬
- 七大數碼音樂 2011香港數碼音樂頒獎禮 - 最高次數點播歌曲 - 《男人信什麼》（與JW合唱）

### 2013年
- 2013 CASH金帆音樂獎 - 最佳合唱演繹：《情人甲》（與許志安合唱）
- 新城勁爆頒獎禮2013 - 新城勁爆歌曲 《You Go I Go》、 新城勁爆亞洲歌手大獎
- 第三十六屆十大中文金曲頒獎音樂會 - 十大中文金曲 - 《街燈晚餐》
- IFPI香港唱片銷量大獎頒獎禮2013 - 十大廣東大碟 -《IMAGINE》

### 2014年
- 新城勁爆頒獎禮2014 - 新城勁爆歌曲 《You're Always Everything To Me》、新城勁爆亞洲歌手大獎
- 華語金曲奬2015音樂盛典 - 年度最佳MV獎《八九十》、年度最佳粤语歌曲《八九十》

### 2016年
- 第十一屆「勁歌王」全球華人樂壇音樂盛典 - 粵語金曲獎 - 《失戀的意義》、年度突破藝人、 最受歡迎女歌手（香港區）
- 2016 CASH金帆音樂獎 - 最佳女歌手演繹《穿花蝴蝶》
- YAHOO!搜尋人氣大獎2016 - 人氣歌曲 - 《穿花蝴蝶》、 人氣MV - 《穿花蝴蝶》
- 新城勁爆頒獎禮2016 - 勁爆歌曲《穿花蝴蝶》、 勁爆女歌手 金獎
- 第三十九屆十大中文金曲頒獎音樂會 - 優秀流行歌手大獎

### 2017年
- 2017年度叱吒樂壇流行榜頒獎典禮 - 叱吒樂壇女歌手 金獎、叱咤樂壇至尊唱片大獎 《Love And Other Things》
- 2017 CASH金帆音樂獎 - 最佳女歌手演繹《天敵》
- YAHOO!搜尋人氣大獎2017 - 人氣歌曲 - 《天敵》、網上熱爆女歌手
- 2017年度新城勁爆頒獎禮 - 勁爆歌曲《天敵》、勁爆卓越表現歌手、 勁爆女歌手
- 第四十屆十大中文金曲 - 優秀流行歌手大獎、 十大中文金曲《天敵》
- 加拿大至HIT中文歌曲排行榜2017年度總選 - 全國推崇十大歌曲（粵語）《一格格》、全國推崇女歌手（粵語）
- 微博之星2017 - 微博年度實力歌手
- 2017年Spotify 香港熱門排行榜最受歡迎女歌手 - 第二位
- 2017年Spotify 香港熱門排行榜最受歡迎本地女歌手 - 第二位 咪咕匯年度飛躍歌手

### 2018年
- 第十八屆華語音樂傳媒大賞 - 年度最受矚目粵語音樂人獎、 年度最受矚目粵語歌曲獎《天敵》
- 2018我們的大學叱吒巡迴頒獎禮（香港教育大學）- 叱吒樂壇我最喜愛的女歌手
- 第四十一屆十大中文金曲 - 優秀流行歌手大獎
- 加拿大至HIT中文歌曲排行榜2018年度總選 - 全國推崇十大歌曲（粵語）《生涯規劃》
- 2018年Spotify 香港熱門排行榜最高串流量女歌手 - 第四位
- 2018年Spotify 香港熱門排行榜最高串流量本地歌手 - 第四位
- 2018年Spotify 香港熱門排行榜最高串流量本地女歌手 - 第二位

### 2019年
- 新城勁爆頒獎禮2019 - 勁爆歌曲《所以我愛》、 勁爆大愛專輯《In His Name》
- 第四十二屆十大中文金曲 - 優秀流行歌手大獎、 優秀流行國語歌曲 銅獎《所以我愛》
- 2019年Spotify 香港熱門排行榜最高串流量本地歌手 - 第五位
- 2019年Spotify 香港熱門排行榜最高串流量本地女歌手 - 第三位
- KKBOX風雲榜本地年度單曲第十位 - 《在月台上等你》

### 2020年
- 第2屆KKBOX香港風雲榜 - 年度風雲歌手
- 新城勁爆頒獎禮2020 - 勁爆歌曲《低半度》
- KKBOX風雲榜本地年度單曲第二十位 - 《她整晚在寫信》
- YAHOO!搜尋人氣大獎2020 - 人氣歌曲 - 《低半度》
- 2020年度JOOX TOP聽推介頒獎禮 - 年度TOP聽推介歌手、 年度TOP聽推介．本地歌曲 第九位《她整晚在寫信》。

### 2021年
- 2021勁歌金曲優秀作品第一回 - 得獎歌曲《It's OK To Be Sad》[52]
- CM會員共和榜頒獎禮2021 CM 共和十大 第八位 - 得獎歌曲《It’s OK To Be Sad》

### 2022年
- 香港金曲頒獎典禮 2021/2022 - 香港金曲金曲奬《It's OK To Be Sad》

2022年Spotify 香港熱門排行榜最高串流量本地女歌手 - 第1位

### 2023年
- 廣播九十五周年十大中文金曲 - 十大優秀流行歌手大獎

### 其他
2005年
- 香港電台太陽計劃 2005 太陽笑女
- 學勢力x Friday 大專生熱愛歌手選 - 型格女歌手獎
- 新城電台「奪目新星」（《勁爆唱好新人蜂擁巡遊》活動歌手互選產生）
- 亞洲電視十大電視廣告頒獎禮 - 最受歡迎電視廣告女明星大獎

2006年
- 2006年度SINA Music樂壇民意指數頒獎禮 - 新浪直播室 —最高收視大獎 《衛蘭x衛詩新碟專訪》

2007年
- 2006年度點正娛樂新聞王 - 樂壇女新聞王

2010年
- 2010年度Jet Magazine頒獎典禮 - Jet Icon

2022年
- Yahoo! 搜尋人氣大獎2022 - 頭100位熱搜本地男女藝人或組合

## 外部連結
- 衛蘭的Facebook專頁
- 衛蘭的Instagram帳戶
- 衛蘭的YouTube Channel （页面存档备份，存于）
- 衛蘭的新浪微博
- 衛蘭的網易雲音樂主頁 （页面存档备份，存于）